# Johann Eleazar Schenau

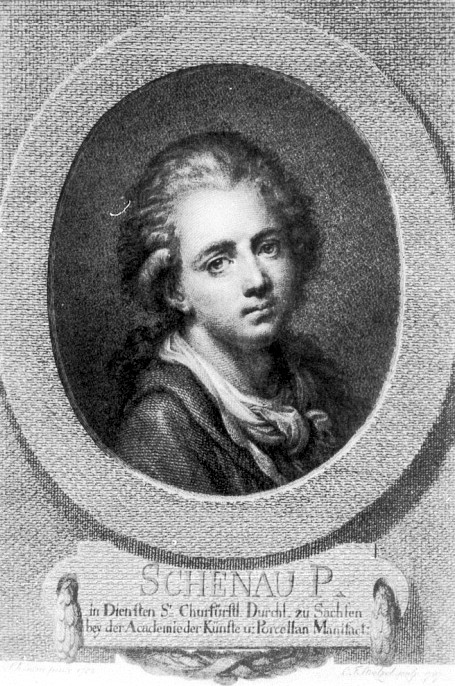
Porträt Schenaus von Christian Friedrich Stölzel, einem seiner Schüler (1787)

Johann Eleazar Schenau, eigentlich Johann Eleazar Zeissig, (* 7. November 1737 in Großschönau; † 23. August 1806 in Dresden) war ein deutscher Maler und Direktor der Kunstakademie in Dresden.

## Leben

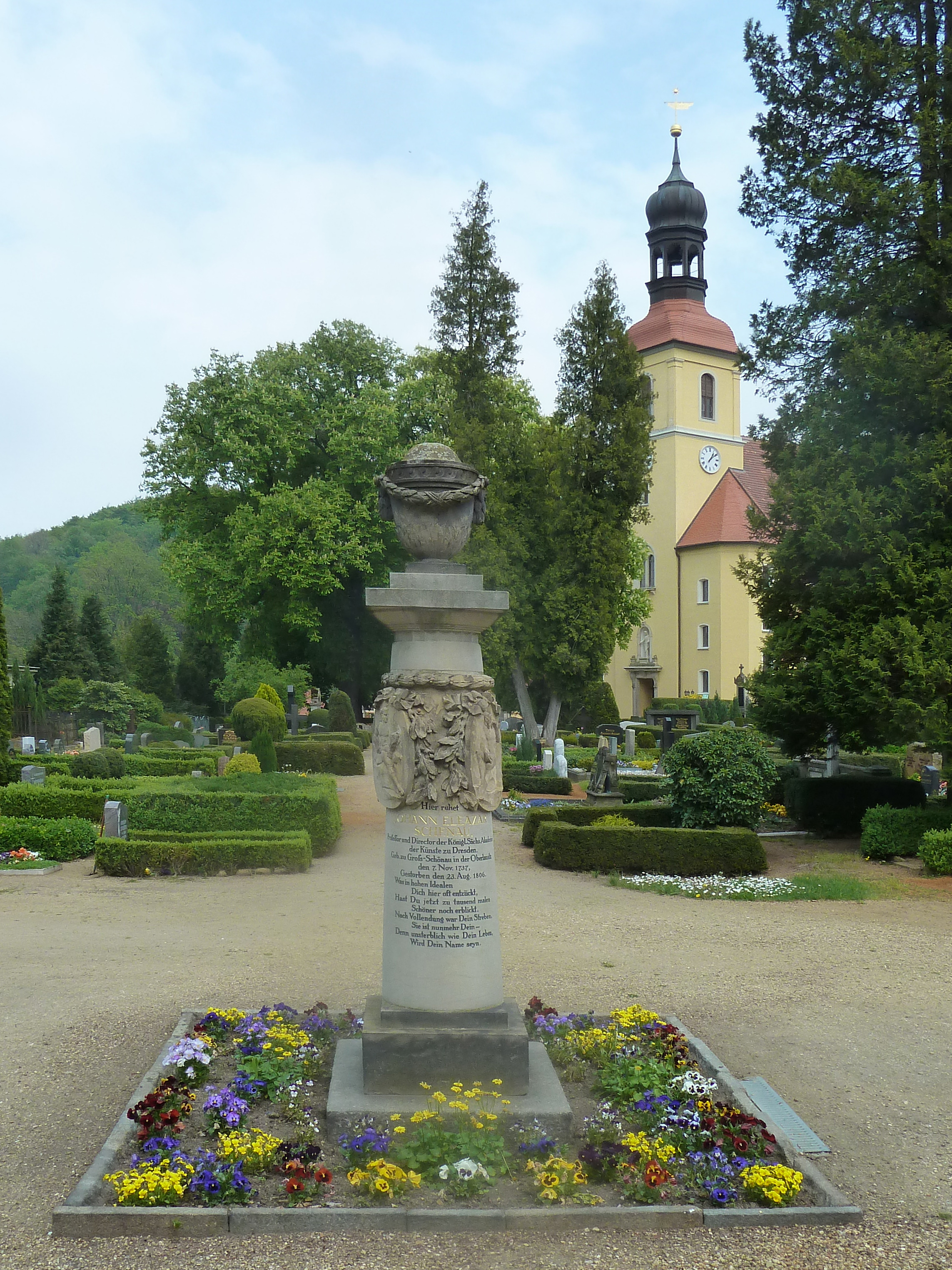
Grabstein auf dem Alten Friedhof von Großschönau

Schenau wurde als Sohn des mittellosen Damastwebers Elias Zeissig und der Anna Elisabeth, geb. Paul, in Großschönau im Kurfürstentum Sachsen geboren. Zusammen mit seinen fünf Schwestern wurde er von seinem Vater erzogen und im Rechnen, Schreiben, Lesen und Damastweben unterrichtet. Bereits früh zeigte sich sein Talent zum Malen und Zeichnen, sodass er im zwölften Lebensjahr nach Dresden geschickt wurde, wo er zuerst als Advokatenschreiber Geld verdiente und nebenbei zeichnete. Durch Vermittlung eines Schülers von Anton Raphael Mengs wurde er an der Dresdner Zeichenschule angenommen.
Hier erhielt er seine Ausbildung bei Charles-François de Silvestre, dem Sohn des Direktors der Dresdner Zeichenschule Louis de Silvestre. Er durfte Charles-François de Silvestre als Gesellschafter von Louis de Silvestre nach Ausbruch des Siebenjährigen Krieges 1756 nach Paris begleiten, wo er bis 1770 unter anderem bei Johann Georg Wille arbeitete und an der Académie royale de peinture et de sculpture studierte. Hier machte er die Bekanntschaft führender französischer Künstler seiner Zeit, wie zum Beispiel François Boucher, Gabriel François Doyen, Maurice Quentin de La Tour und Edmé Bouchardon; besonders beeinflussten ihn die Werke Jean-Baptiste Greuzes. Schenau begann, für seinen Unterhalt Kopien bekannter Werke, unter anderem von Antonio da Correggio, Guido Reni und Tizian, anzufertigen und auf Anraten des sächsischen Gesandten und Gönners General Fontenay weitere Betätigungsfelder zu suchen. Er beschäftigte sich in den folgenden Jahren intensiv mit der Porzellanmalerei, die er in der Porzellanmanufaktur in Sèvres näher kennenlernte, und zeichnete für Goldarbeiter, Kupferstecher und Bildschnitzer. Er legte zu dieser Zeit seinen Familiennamen Zeissig ab und benannte sich nach seinem Geburtsort Schönau zukünftig Schenau.
Durch den Einfluss seines Mentors Charles-François de Silvestre, beziehungsweise seiner Frau, die die Vorleserin und Vertraute der Dauphine Maria Josepha war, wurde Schenau am französischen Hof eingeführt, wo er von der Kronprinzessin von Frankreich zahlreiche Aufträge erhielt und bald zu den angesehensten Genremalern in Paris gehörte. Er fertigte unter anderem Porträts von Maria Josepha und der Madame de Pompadour an.
Nach Ende des Siebenjährigen Krieges kehrte Schenau 1770 nach Dresden zurück. Durch die Fürsprache Christian Ludwig von Hagedorns wurde er noch im selben Jahr Mitglied der Dresdner Kunstakademie und bekam drei Jahre später die Stelle des Direktors der Zeichenschule der Porzellanmanufaktur in Meißen. In Meißen unterrichtete er nicht nur Schüler im Porzellanzeichnen, sondern entwarf auch selbst neue Modelle.
Im Jahr 1774 wurde er Professor für Genre- und Porträtmalerei an der Dresdner Kunstakademie. Nach Charles François Hutins Tod wurde er 1776 zusammen mit Giovanni Battista Casanova alternierender Direktor der Akademie und nach Casanovas Tod 1795 alleiniger Direktor. Zu seinen Schülern gehörten Christian Heinrich Becke, Friedrich Rehberg und Christian Leberecht Vogel, zu seinen Bewunderern unter anderem der Schriftsteller August Gottlieb Meißner, der ihm 1781 sein Werk Alkibiades widmete. Im Jahr 1796 trat Schenau als Direktor der Zeichenschule der Porzellanmanufaktur Meißen zurück und widmete sich in den folgenden Jahren seinem Lehrauftrag an der Kunstakademie.
Als Schenau 1806 in Dresden verstarb, erhielt er ein stattliches Grab auf dem dortigen Johanniskirchhof. Das von Franz Pettrich geschaffene, 2,7 Meter hohe Grabdenkmal umfasst auf einem dreifachen Stylobat eine ummantelte dorische Sandsteinsäule, deren oberes Drittel mit zwei Medaillons mit Reliefgestalten sowie einer Palette mit Pinseln umgeben ist. Als Abschluss wählte Pettrich eine umkränzte Urne auf einem treppenartigen Kapitellfortsatz. Nach dem Beschluss der Säkularisierung des Friedhofs wurden Schenaus Gebeine und das Grabmal auf Veranlassung seiner Nichte Marie Elisabeth Müller im September 1854 auf den Alten Friedhof in Großschönau überführt.

## Künstlerisches Schaffen

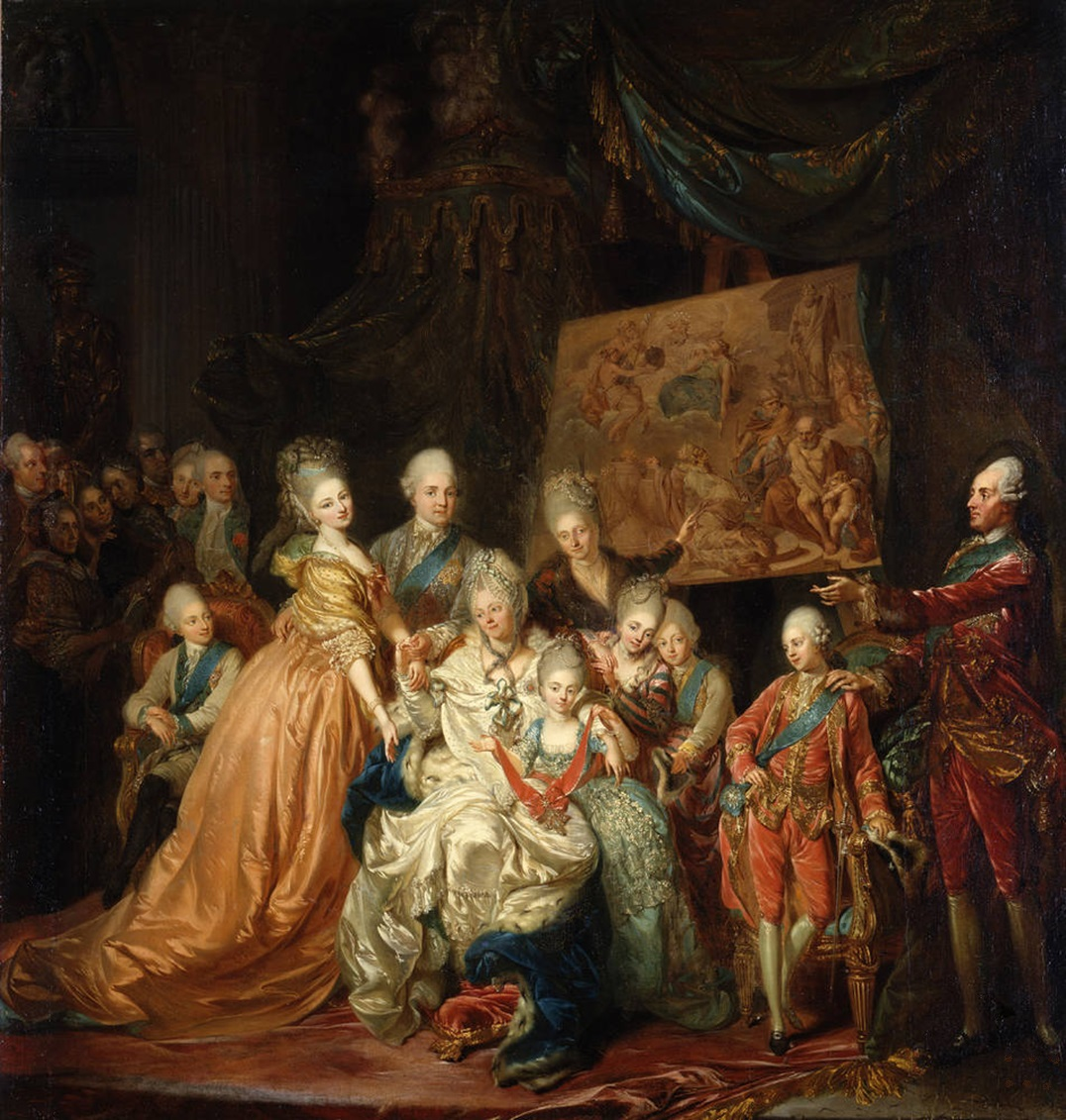
Johann Eleazar Schenau: Die kurfürstlich-sächsische Familie (1772)

Schenau begann seine künstlerische Karriere als Kopist der alten Meister. In Paris wurde er durch persönliche Bekanntschaften mit Malern seiner Zeit, aber auch durch sein Studium an der Académie royale de peinture et de sculpture mit der französischen Kunsttheorie der Zeit bekannt. Sein Werk verrät zudem den Einfluss der holländischen Kleinmeister und erinnert an Werke Gerard Dous oder Caspar Netschers, die in die Formensprache des 18. Jahrhunderts übersetzt wurden. Mit der holländischen Malerei war Schenau unter anderem bei Kunststudien im Pariser Louvre bekannt geworden.
Er malte auch unter dem Einfluss seiner französischen Freunde Jean Siméon Chardin und besonders Jean-Baptiste Greuze Rokoko-typische Genrebilder und porträtierte unter anderem Mitglieder der kurfürstlichen Familie in Dresden. Zahlreiche seiner Zeichnungen und Gemälde kamen auch nach seiner Pariser Zeit als Kupferstichreproduktionen in den Handel. Unter dem Namen Daniel Heimlich veröffentlichte Schenau zudem Radierungen von Ansichten aus der Gegend um Paris.
Während seiner Zeit an der Dresdner Kunstakademie wandte sich Schenau auch dem Historienbild zu und erregte mit seinem Altarbild für die Großschönauer Kirche Auferstehung Christi 1786 die Gemüter, was in der Folge sogar „eine besondere kleine Streitschriftenliteratur hervorbrachte“. Grund waren vor allem Meinungsverschiedenheiten zwischen Schenau und Casanova um das Kunstideal der Zeit.
Obwohl Schenau einer der „einflussreichen Vermittler… der französischen Kunst der zweiten Hälfte des 18. Jahrhunderts in Sachsen“ war und damit die sächsische Kunstlandschaft im 18. Jahrhundert wesentlich prägte, sind Schenaus Werke heute weitgehend unbekannt und wurden bereits im 19. Jahrhundert als überholt angesehen. „Seinen Schülern hätte er nie zum Vorbild dienen können. Schenau hatte zwar Phantasie und Geschick zur Composition, seine Zeichnung ist aber nicht selten unrichtig, seinen Figuren fehlt es an wahrem Leben und Ausdruck, und die Färbung ist bunt, selbst im Schatten noch glühend“, kritisierte Georg Kaspar Nagler im Neuen allgemeinen Künstler-Lexicon 1845, hielt dem Künstler jedoch zugute, dass selbst zum Zeitpunkt seines Todes 1806 „die Kunst noch immer in der alten Manier befangen war. Die Morgenröte einer besseren Zeit sah er nicht anbrechen. In Schenau sieht man nur den Maler französischer Galanterie- und Conversationsstücke.“
Zahlreiche seiner Werke gelten heute als verschollen oder zerstört, so Schenaus Altarbild der Dresdner Kreuzkirche Kreuzigung Christi, das er von 1788 bis 1792 gefertigt hatte und das von Zeitgenossen als „sein vorzüglichstes Gemählde im historischen Fache“ gewürdigt wurde. Es wurde beim Brand des Kirchenschiffs 1897 zerstört und durch das heutige Altarbild von Anton Dietrich ersetzt.
Der Großteil seiner noch erhaltenen Werke befindet sich heute in Museen in Sachsen. Die Staatlichen Kunstsammlungen Dresden besitzen unter anderem seine Werke Die kurfürstlich-sächsische Familie (1772) und Das Kunstgespräch (1777). Viele Werke Schenaus werden im Deutschen Damast- und Frottiermuseum seines Heimatortes Großschönau gezeigt, das an der nach Schenau benannten Schenaustraße liegt.

## Werke

### Beispiel:Das Kunstgespräch

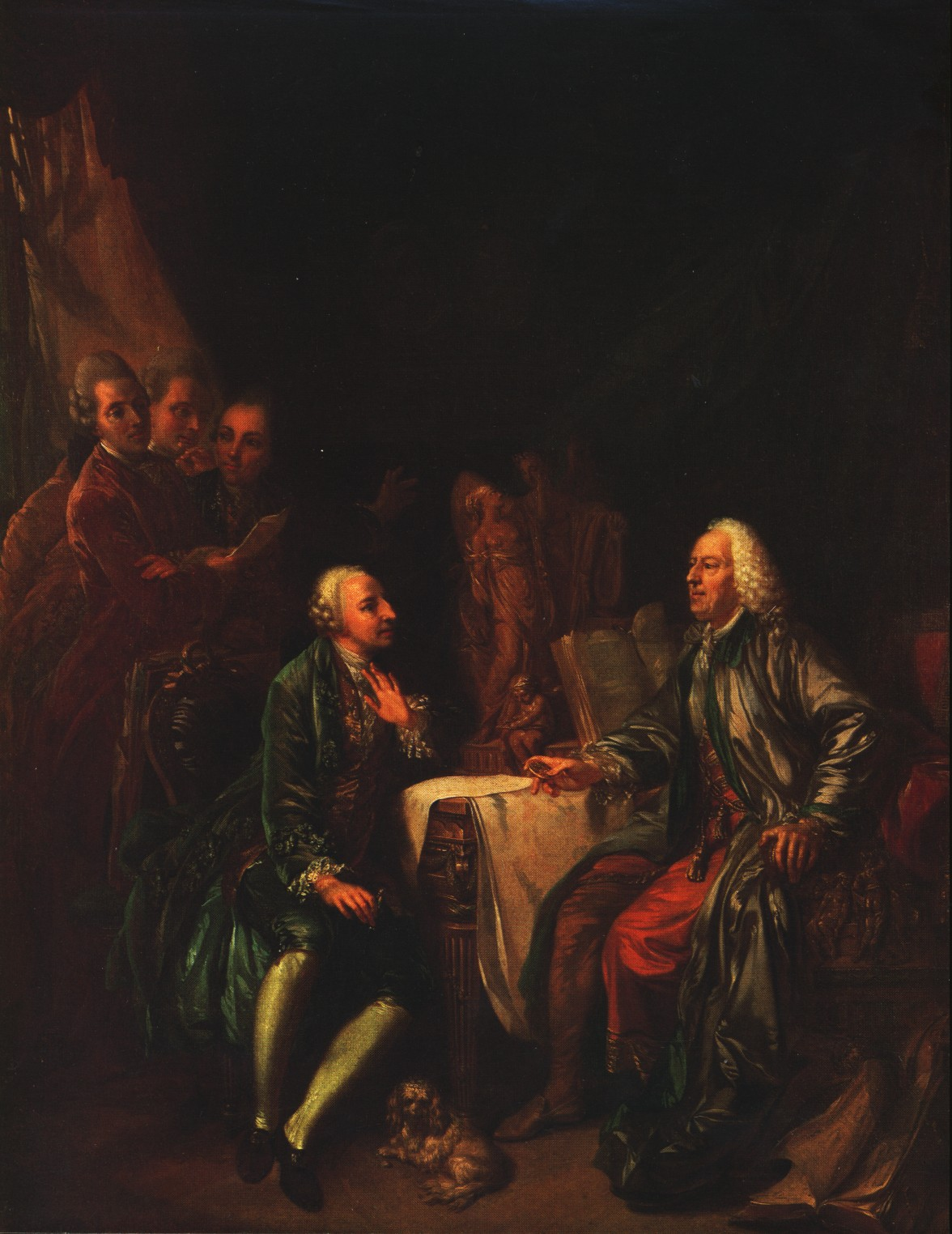
Johann Eleazar Schenau: Das Kunstgespräch (1777)

Ein bedeutendes Werk in Schenaus Schaffen stellt das 1777 entstandene Ölgemälde Das Kunstgespräch dar. Es zeigt im Vordergrund rechts den sächsischen Konferenzminister, Kunstfreund, Mäzen und Sammler Thomas von Fritsch zusammen mit Christian Ludwig von Hagedorn, der seit 1764 sächsischer „Generaldirektor der Künste, Kunstakademien und dahingehöriger Galerien und Cabinets“ war und Schenau an die Kunstakademie berufen hatte. Beide sind in ein Kunstgespräch über eine Medaille vertieft, die Fritsch in der Hand hält. Auf dem Tisch zwischen ihnen sind die allegorischen Figuren Malerei, Bildhauerkunst und Dichtung zu erkennen. Im Hintergrund links halten sich die Maler Adrian Zingg (l.), Schenau selbst und Anton Graff zuhörend auf.
Schenau stellt in seinem Gemälde das Verständnis von Sinn und Aufgaben der Kunst im Zeitalter der Aufklärung beispielhaft dar: Im Kreise von Freunden sollten im Gespräch die Werte der Kunstwerke erfasst werden, Ziel des Austauschs waren Belehrung und stilles Vergnügen.

### Weitere Werke
- Der doppelte Verlust (1770)
- Die kurfürstlich-sächsische Familie (1772)
- Priamus bittet Achilles um die Leiche Hektors (1775)
- Das Kunstgespräch (1777)
- Ehepaar in der Laube (1785)
- Selbstportrait (1785)
- Auferstehung Christi (1786)
- Kreuzigung Christi (1788–1792)
- Christus am Ölberg (1795)
- Familienszene (1800)
- Unterzeichnung des Ehevertrages (1802)